# Bouygues
Bouygues S.A. je průmyslový konglomerát se sídlem v Paříži. Akcie společnosti Bouygues jsou kotovány na pařížské burze Euronext Paris a jako blue chip jsou součástí akciového indexu CAC 40. Společnost byla založena roku 1952 Francisem Bouyguesem a je od roku 1989 vedena jeho synem, Martinem Bouyguesem.
Skupina Bouygues se skládá z mnoha společností, zabývajících se mimo jiné stavebnictvím (Colas Group and Bouygues Construction), realitním developmentem (Bouygues Immobilier), médii (TF1 Group), a telekomunikacemi (Bouygues Telecom).

## Struktura skupiny
Skupina podniká v telekomunikacích, v médiích a ve stavebnictví.
Stavebnictví
- Bouygues Construction (100% vlastnictví): stavebnictví, veřejné zakázky, energetika a služby, to vše v 80 zemích světa
- Colas Group (96.6% vlastnictví): dopravní stavby, budovy, železnice, údržba staveb
- Bouygues Immobilier (100% vlastnictví): reality rezidenční, průmyslové, komerční a hotelové

Telekomunikace – Média
- Bouygues Télécom (90,5% vlastnictví): poskytovatel mobilních i klasických fixních telefonních služeb, internetového připojení a internetové televize
- TF1 Group (43.9% vlastnictví): audiovizuální skupina; vlastní televizní kanály TF1 a 9 dalších

Doprava
- Alstom (28.3% vlastnictví): výroba dopravních prostředků pro přepravu osob, lokomotiv a zabezpečovacích prostředků pro dopravu[2]

## Akcionáři společnosti Bouygues
Ku dni 21. dubna 2019.
| Jméno nebo název firmy                             | Počet akcií | Procento z kapitálu |
| Rodina Bouygues                                    | 76 840 591  | 20,9 %              |
| Amundi Asset Management                            | 42 653 596  | 11,6%               |
| Bouygues SA - zaměstnanci                          | 21 674 617  | 5,91%               |
| DNCA Finance                                       | 12 790 421  | 3,49%               |
| First Eagle Investment Management                  | 10 036 551  | 2,74%               |
| The Vanguard Group                                 | 5 579 931   | 1,52%               |
| Norges Bank Investment Management                  | 5 100 812   | 1,39%               |
| BlackRock Fund Advisors                            | 4 469 749   | 1,22%               |
| BlackRock Investment Management                    | 4 054 403   | 1,11%               |
| Amundi Asset Management SA (Investment Management) | 3 515 123   | 0,96%               |